# Армандо Сегато
Армандо Сегато (італ. Armando Segato, * 3 травня 1930, Віченца — † 19 лютого 1973, Флоренція) — колишній італійський футболіст, півзахисник. По завершенні ігрової кар'єри — футбольний тренер.
Як гравець насамперед відомий виступами за клуб «Фіорентина», а також національну збірну Італії.

## Клубна кар'єра
Вихованець футбольної школи клубу «Торіно».
У дорослому футболі дебютував 1948 року виступами за команду клубу «Кальярі», в якій провів два сезони, взявши участь у 60 матчах чемпіонату. 
Протягом 1950—1952 років захищав кольори команди клубу «Прато».
Своєю грою за останню команду привернув увагу представників тренерського штабу клубу «Фіорентина», до складу якого приєднався 1952 року. Відіграв за «фіалок» наступні вісім сезонів своєї ігрової кар'єри. Більшість часу, проведеного у складі «Фіорентини», був основним гравцем команди.
Завершив професійну ігрову кар'єру у клубі «Удінезе», за команду якого виступав протягом 1960—1964 років.

## Виступи за збірну
1953 року дебютував в офіційних матчах у складі національної збірної Італії. Протягом кар'єри у національній команді, яка тривала 7 років, провів у формі головної команди країни 20 матчів. У складі збірної був учасником чемпіонату світу 1954 року у Швейцарії.

## Кар'єра тренера
Розпочав тренерську кар'єру, ще продовжуючи грати на полі, 1963 року, очоливши тренерський штаб клубу «Удінезе».
Згодом працював з командою клубу «Венеція».
Останнім місцем тренерської роботи був клуб «Реджина», команду якого Армандо Сегато очолював як головний тренер до 1969 року.

## Титули і досягнення
- Чемпіон Італії (1):

«Фіорентіна»: 1955–56